# شونیا شیرائیشی
شونیا شیرائیشی (انگلیسی: Shunya Shiraishi؛ زادهٔ ۳ اوت ۱۹۹۰) یک هنرپیشه اهل ژاپن است.